# Vaccinium whitmeei
Vaccinium whitmeei är en ljungväxtart som beskrevs av Ferdinand von Mueller. Vaccinium whitmeei ingår i Blåbärssläktet, och familjen ljungväxter. Inga underarter finns listade i Catalogue of Life.